# 알렉산드르 카자케비치
알렉산드르 카자케비치(리투아니아어: Aleksandr Kazakevič, 1986년 6월 12일 ~ ) 혹은 알렉산드라스 카자케비추스(리투아니아어: Aleksandras Kazakevičius)는 리투아니아의 레슬링 선수이다.
그는 2008년 하계 올림픽과 2012년 하계 올림픽에 출전했다.
그는 2008년 하계 올림픽 때 웰터급에 참가했다. 그는 1라운드에서 미하일 시아미오나우에게 졌다.
그는 2012년 하계 올림픽에서 미들급 부문으로 전향했다. 그는 1라운드에서 바츠시 페테르를 제쳤다. 그는 준결승에서 로만 블라소프에게 지기전에 8강에서 로베르트 로젠그렌을 제쳤다. 그를 꺾을 선수가 결승에 진출했기 때문에 그는 동메달의 패자부활전에 진출했다. 그는 패자부활전에서 동메달을 따기 위해 마르크 마드센을 제쳤다.

## 수훈
- 리투아니아 공로훈장 4등급(2012년)

## 참조
1. ↑  LTOK žurnalas[깨진 링크(과거 내용 찾기)]